# Espigolament alimentari

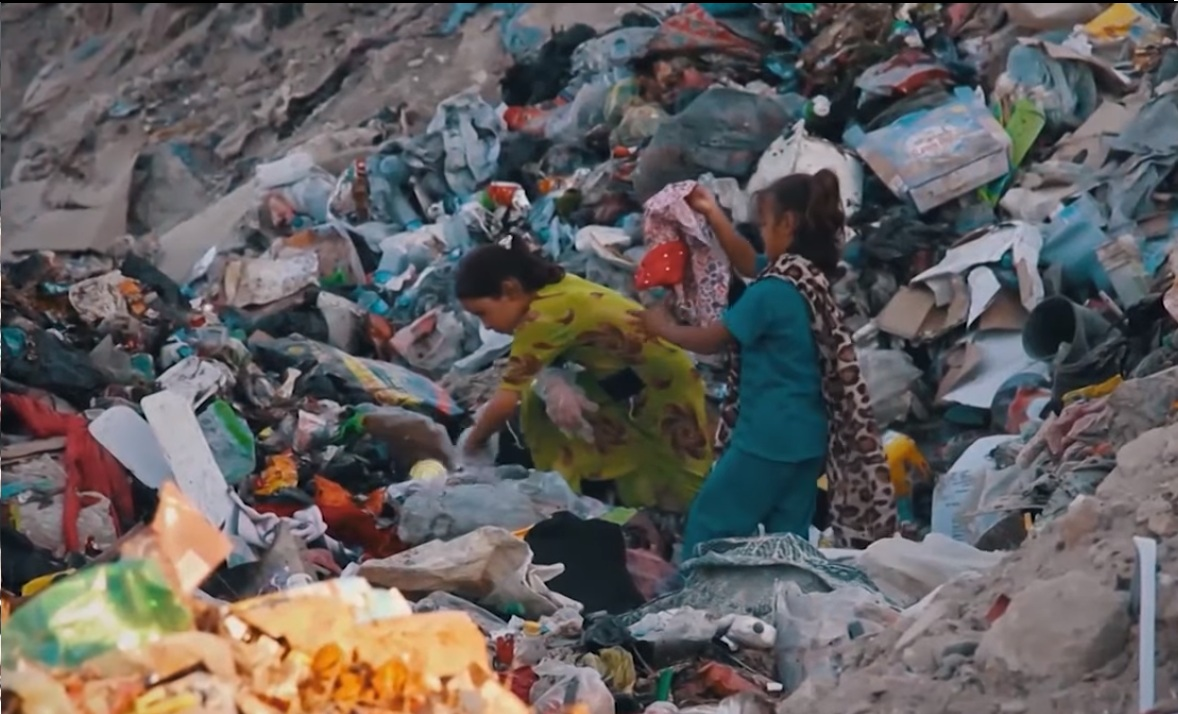
Gent remenant les escombraries en busca d'aliments

L'espigolament alimentari és la pràctica que té com a objectiu la recuperació d'aliments que han estat llençats a les escombraries per tal d'evitar el seu malbaratament. La recerca i recollida de béns sol fer-se freqüentment en les escombraries a prop de supermercats, centres comercials, escoles i restaurants perquè són els espais on es troben en major freqüència. La paraula espigolar fa referència a l'activitat tradicional de collir per part dels pobres o dels residents sense terra durant unes hores al dia les espigues o els fruits que quedaven al camp després de la sega o la collita, amb una prèvia autorització del propietari del terreny. Aquesta pràctica la trobem dins del gran moviment de dumpster diving el qual a part dels aliments fa referència a tot allò que encara és aprofitable com roba, electrodomèstics, mobles, llibres...
La FAO defineix les pèrdues d'aliments com "la reducció dels aliments en quantitat i qualitat". Actualment la producció d'aliments al món és 1,5 vegades més gran que la seva demanda, tenint en compte que cada any moren per desnutrició més de 8 milions de persones significa que al final de l'any es malbarata una gran quantitat d'aliments.
Un estudi dut a terme per a la Universitat Simone Fraser el 2013 defineix el moviment com "un fenomen cultural d'un determinat moment històric en què els sistemes han arribat a alts estàndards d'eficiència en el mercat, però que no necessàriament cobreix les necessitats de tota la població". Segons aquest estudi, aquesta eficiència en els països desenvolupats ha fet possible tenir un subministrament constant dels aliments que es poden trobar en bon estat a les escombraries.

## Malbaratament alimentari
Segons l'Agència de Residus de Catalunya "el malbaratament alimentari són aquells aliments que, tot i ser segurs i nutritius per a les persones, es descarten o es destinen a usos diferents de l'alimentació humana o animal al llarg de tota la cadena alimentària".
Només a la Unió Europea es desaprofiten anualment 87,6 milions de tones d'aliments, que correspon a més de 180 kg malbaratats per persona aproximadament. Amb un cost de 143 bilions d'euros. Segons els càlculs de l'Organització de les Nacions Unides per l'Alimentació i l'Agricultura (FAO) s'aproxima que un terç dels aliments que es produeixen a escala mundial s'acaben desaprofitant.

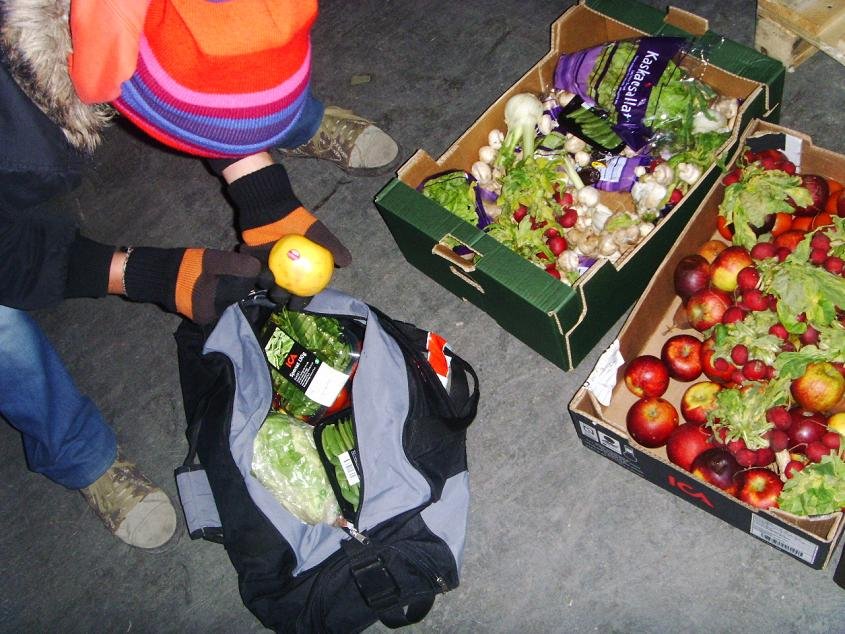
Aliments obtinguts de l'espigolament alimentari

El malbaratament alimentari es produeix a causa d'un seguit d'errors que tenen lloc en les diferents etapes del procés de producció i comercialització dels aliments. Les primeres errades estan relacionades amb el calendari de les collites i la seva planificació. També podem trobar certa problemàtica pel que fa a les pràctiques de producció i manipulació dels aliments, a l'emmagatzematge dels productes i en la interacció entre els proveïdors i els comerços. Cal tenir en compte també els hàbits de compra i consum per part de la població, ja que contribueixen en gran part al malbaratament dels aliments.
Es calcula que aproximadament un 20% de les nostres escombraries són menjar que comprem i que al final s'acaba malbaratant. Un 5% d'aquest malbaratament alimentari es produeix als supermercats i comerços. Al final del dia els establiments acaben llençant una gran quantitat d'aliments, ja sigui perquè no superen els estàndards de qualitat o per altres raons com ara que s'hagi trencat el seu envàs, que no s'hagin emmagatzemat de manera correcta o perquè la seva data de caducitat ja ha expirat.
Els productes de fleca suposen un 70% de les pèrdues diàries per part de les cadenes alimentàries. El desaprofitament d'aquests aliments és degut a la seva producció massificada. Tots aquells productes de fleca que han quedat sense vendre al final del dia s'han de llençar, encara que la gran majoria no es troben en mal estat.

### Pla d'acció per a la prevenció del malbaratament alimentari a Catalunya
L'objectiu principal d'aquest pla és prevenir i disminuir en tots els sectors de la cadena alimentària el malbaratament alimentari potenciant la prevenció en origen i incrementant l'aprofitament.
Els principis del pla d'acció són la recuperació del valor dels aliments, la visió integral del sistema alimentari, la jerarquia de gestió dels residus, la sostenibilitat ambiental, econòmica i social, la transparència i accés lliure a la informació, la innovació tecnològica social i ambiental, la responsabilitat compartida i l'economia circular.
Catalunya és pionera en la regulació de l'espigolament. La Llei 3/2020 de prevenció de les pèrdues i el malbaratament alimentaris és la primera llei que regula aquesta activitat com a complementària i sense ànim de lucre per a la prevenció de les pèrdues alimentàries a la producció primària. Es calcula que si evitéssim aquest malbaratament estalviaríem 841 milions d'euros, generaríem 262.471 tones menys de residus i produiríem 520.700 tones menys de CO₂ cada any.

### Pla d'acció per a la prevenció del malbaratament alimentari a Espanya
Aquest any 2021 el Govern Espanyol ha impulsat la primera llei que té com a finalitat combatre el malbaratament alimentari.
La Llei de Prevenció de les Pèrdues i Malbaratament Alimentari, formada per 15 articles agrupats en 5 capítols, pretén actuar en tota la cadena alimentària i de producció, per tal d'assegurar-se que hi ha una millora real en aquest àmbit. L'execució d'aquesta llei permet a Espanya complir amb els Objectius de Desenvolupament Sostenible (ODS) de l'Agenda 2030 de les Nacions Unides, que té com a un dels seus propòsits principals aconseguir reduir un 50% el malbaratament alimentari per càpita actual. Entre les diferents accions que es posaran en pràctica una vegada entri en vigor la Llei de Prevenció de les Pèrdues i Malbaratament Alimentari hi ha la normalització de la donació d'aliments. Actualment trobem alguns supermercats que al final del dia donen a diverses entitats sense ànim de lucre tot aquell menjar que ja no poden tornar a posar a la venda, però hi ha molts altres comerços que no ho fan. La implementació d'aquesta Llei exigirà tant als establiments comercials com al sector de l'hostaleria un cert compromís social, i s'establiran un seguit de convenis amb entitats que vetllaran per tal que aquests aliments arribin a les persones amb falta de recursos. Tots els aliments que es donin hauran de tenir una vida útil suficientment llarga perquè es puguin emmagatzemar i distribuir als seus destinataris.
Una vegada s'executin aquestes accions hi haurà una reducció pel que fa a la quantitat de gent que practica l'espigolament alimentari. Si els comerços entreguen el menjar que no poden vendre a una organització benèfica, en lloc de llençar-lo com fan actualment, totes aquelles persones que van a buscar aliments a les escombraries per necessitat ja no hauran de fer-ho. Per tant, un dels objectius d'aquesta Llei és aconseguir que el menjar arribi a tothom sense recórrer a pràctiques com l'espigolament alimentari.

## Seguidors de la pràctica
A l'espigolament alimentari hi recorren col·lectius molt diversos, hi podem trobar des d’aquelles persones que tenen problemes econòmics i ho fan per necessitat fins a freeganistes que tenen com a objectiu donar una segona oportunitat i s'uneixen al moviment com a forma d’oposició al sistema. Aquestes persones pretenen reduir la seva petjada ecològica vivint de mercaderies submergides en contenidors, de vegades exclusivament, així doncs, acaba esdevenint una opció d'estil de vida per reduir els residus, en lloc d'eliminar-los. Hi ha fins i tot persones que es consideren autèntics amants d'aquesta pràctica, com seria el cas de la Jessica Casler, una influencer on explica el moviment en diversos dels seus vídeos i molts d'ells s'han fet virals a YouTube. Dins dels seguidors d'aquesta pràctica també hi trobem persones que es guanyen la vida buscant, classificant i intercanviant escombraries per obtenir-ne el valor.
Actualment hi ha moltes pàgines web com ara la Trash Wiki on es pot trobar informació i recomanacions de com fer l'espigolament alimentari en diferents països, quins són els millors llocs per anar-hi, també hi ha recomanacions de quins tipus d’aliments obtenir dels contenidors, quina normativa hi ha segons el país, fins i tot hi ha una pàgina anomenada Dumpster Map que és un mapa mundial on hi ha localitzats contenidors on habitualment es poden trobar aliments amb facilitat.

## Europa i el món
La pràctica de l'espigolament alimentari està estesa arreu del món. Des de països subdesenvolupats com Àfrica i Àsia meridional, on la prevalença d'inseguretat alimentària és elevada fins als països més desenvolupats del món, on es pot trobar persones que ho fan per necessitat, ja que no tenen recursos econòmics suficients o bé, per convicció com ara els seguidors de moviments com el freeganisme. Un exemple el trobem als EUA on l’any 2001 es va informar que allí el 10,7% de la població va patir inseguretat alimentària, En altres països com Brasil, on hi ha moltes persones amb inseguretat alimentària, aquestes recorren a l'espigolament als contenidors dels mercats per obtenir verdures i fruites de manera gratuïta.
Als EUA l'espigolament alimentari es considera legal, ja que allò que es llença a les escombraires passa a ser de domini públic, no obstant això, si hi ha normatives locals que indiquin el contrari s'aplicaran aquestes. Pel que fa als contenidors privats, és a dir, aquells que es troben en recintes tancats, no es consideren de domini públic i, per tant, és il·legal obtenir qualsevol cosa del seu interior.
Pel que fa a Europa, una dada interessant és que Dinamarca malbarata al voltant de 541.000 tones d'aliments any rere any, el que equival a més d'1 milió d'euros i és considerat el tercer país amb un major índex de deixalla per persona (uns 660 kg anuals) darrere dels Estats Units i Austràlia, que són països molt extensos i amb més població. Aquest fet i d'altres de similars per Europa expliquen que la pràctica de l'espigolament alimentari estigui en auge. Un exemple el trobem a Suïssa, a Zürich molt jovent s'ha iniciat a aquesta pràctica per evitar el malbaratament alimentari.
Hi ha molts països europeus on l'espigolament alimentari és una pràctica habitual i legal com ara França, Suècia, Noruega, Dinamarca i Bèlgica, tanmateix, a Alemanya és una pràctica il·legal, on se sanciona la persona que la practica, generalment mitjançant una multa, o fent serveis comunitaris.
A Espanya la normativa varia segons la ciutat i aquesta es troba indicada a les ordenances municipals. A Madrid, per exemple, l'ordenança municipal considera una infracció lleu sancionable amb una multa. En els darrers anys, s'ha publicat en els mitjans de comunicació diverses notícies sobre les sancions econòmiques que s'apliquen en diferents ciutats espanyoles per l'espigolament alimentari.

## Aliments amb caducitat expirada
Al llarg dels anys s'ha anat prenent més consciència dels possibles perills associats al consum d'aliments, fet que suposa una font de risc per nombroses malalties catalogades com "malalties de transmissió alimentaria" i intoxicacions que poden derivar en greus conseqüències per la salut del consumidor. És per això, que s'ha incrementat el nombre de legislacions i normatives per garantir el mínim risc possible.
Davant d'aquests problemes, es va definir uns paràmetres per calcular la vida útil d'un aliment i establir-ne una data de consum. Podem diferenciar la data de consum en dos: la data de consum preferent, que fa referència a la qualitat de l'aliment, és a dir, aquest no presentarà les mateixes propietats que abans de l'expiració, però el seu consum no és perjudicial per al consumidor. En canvi, la data de caducitat el que ens indica el període on l'aliment podrà ser consumit amb total seguretat, sempre que hi hagi una correcta conservació d'aquest. Així doncs, un cop exhaurida la data de consum, els establiments han de llençar els productes per evitar les possibles conseqüències que podrien ocasionar, de manera que molts aliments són descartats sense haver estat consumits.
Un cop expirada la data de caducitat o si les condicions de conserva no són les adequades, s'incrementa notablement la probabilitat de multiplicació o d'aparició dels diferents microorganismes patògens, principalment bacteris i fongs. Tot i això, aquests no són els únics microorganismes patògens continguts en l'aliment, a més a més, aquest funciona com a vector per protozous i virus, que no poden créixer directament, però l'utilitzen per infectar als consumidors. Un fet a remarcar, és que la presència de microorganismes patògens no serà sinònim de malaltia, sinó que també dependrà del tipus de microorganisme i de la seva dosi infectiva mínima.
Quan parlem dels efectes perjudicials dels diferents patògens, molts cops no estan directament provocats per la presència del bacteri, sinó que les seves toxines o productes derivats, com ara, les enterotoxines d'Staphylococcus aureus i Clostridium botulinum que poden arribar a causar la mort per xoc tòxic. Un altre exemple, poden ser les toxines fúngiques, anomenades micotoxines, aquestes són perilloses perquè molts cops no es veuen a ull nu i poden causar greus complicacions sanitàries. En resum, agafar aliments frescos que s'han llençat al considerar-se inadequats pel consum i més si aquests presenten floridures fúngiques, no és recomanable perquè comporta un gran risc sanitari.
Cal indicar, que la presència de microorganismes no és sempre sinònim d'un mal estat de l'aliment, sinó que molts cops els aliments són elaborades a base d'aquests conferint-los les seves propietats i sent essencials per mantenir les propietats organolèptiques. És per això, que recomana agafar només els aliments que no caduquin, en particular, productes enllaunats, cereals, arròs, llegums, productes secs o envasats que hagin estat tractats prèviament. Els diferents aliments esmentats anteriorment, tenen en comú el baix percentatge de contingut hídric disponible per la proliferació microbiana patògena, és per això, que s'anomenen aliments no peribles i poden tenir una vida útil de molts anys. Sempre que s'agafin aliments que es troben enllaunats s'ha de revisar si aquests presenten esquerdes abans d'agafar-los perquè poden haver-se contaminat microbiològicament. Els aliments que es recomana evitar són els mariscs, la carn, els làctics, els sucs no pasteuritzats i són aquells frescos i peribles, que no han estat tractats, com s'ha esmentat durant l'apartat.

### Efectes de la calor sobre l'estat dels productes
L'etapa més perillosa per a aquesta pràctica és l'estiu, això és degut a l'augment significatiu de temperatura que es produeix. Aquest increment apropa als microorganismes patògens a la seva temperatura òptima de creixement (30-45 °C), podem dir que la majoria dels patògens alimentaris corresponen al grup dels mesòfils que creixen en un interval de 20-45 °C.
Els supermercats, mercats i altres establiments que es dediquen a la comercialització d'aliments frescos els seus productes com ara la fruita, el peix, la carn, entre d'altres es veuen greument alterats per l'augment de les temperatures. Aquest fet, comporta un augment de la quantitat de residus produïts, que si fossin consumits podrien derivar en greus intoxicacions alimentàries. Tanmateix, la recomanació principal per la pràctica de l'espigolament alimentari és extremar les precaucions durant els períodes d'excessiva calor per tal d'evitar els diferents perills derivats.